# 奥尔当-拉罗克
奥尔当-拉罗克（法語：Ordan-Larroque，法語發音：[ɔʁdɑ̃ laʁɔk]）是法国热尔省的一个市镇，属于欧什区。

## 历史
该市镇原名“奥尔当”（Ordan）。1824年，市镇阿尔代讷（Ardenne）并入奥尔当。1828年，市镇拉罗克（Larroque）和梅扬（Meilhan）并入奥尔当，后来市镇更名为今天的“奥尔当-拉罗克”（Ordan-Larroque）。

## 地理
奥尔当-拉罗克（43°41'15"N, 0°27'39"E）面积42.64 平方千米，位于法国奧克西塔尼大區热尔省，该省份为法国西南部内陆省份，北起顺时针与洛特-加龙省、塔恩-加龙省、上加龙省、上比利牛斯省、大西洋比利牛斯省和朗德省接壤。
与奥尔当-拉罗克接壤的市镇（或旧市镇、城区）包括：圣拉里、昂特拉、欧什、巴朗、比朗、卡斯坦。
奥尔当-拉罗克的时区为UTC+01:00、UTC+02:00（夏令时）。

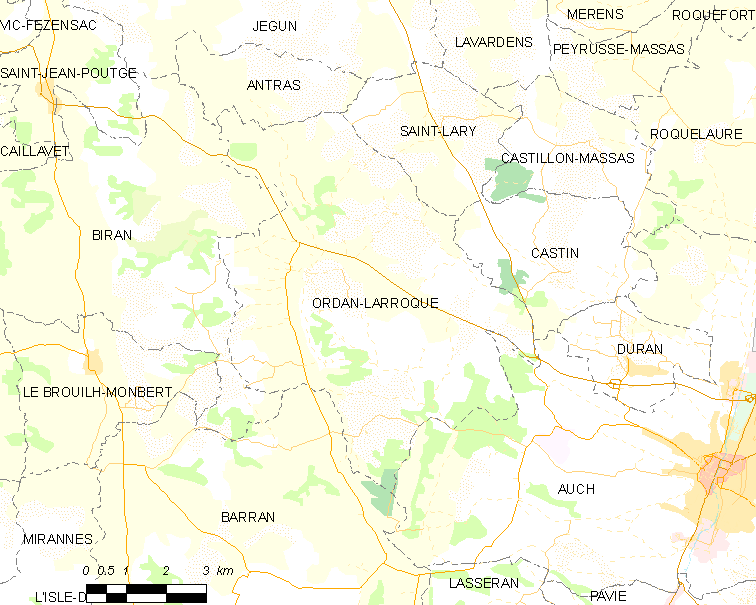
奥尔当-拉罗克的OSM定位图

## 行政
奥尔当-拉罗克的邮政编码为32350，INSEE市镇编码为32301。

## 政治
奥尔当-拉罗克所属的省级选区为欧什加斯科涅县。

## 人口

1962-2008年间奥尔当-拉罗克人口变化图示

奥尔当-拉罗克于2022年1月1日时的人口数量为868人。